# Ústín
Ústín é uma comuna checa localizada na região de Olomouc, distrito de Olomouc.